# Eon d'Aksoum
Eon d'Aksoum (probablement Huina d'après Le livre des Himyarites) (vers 400-472) est un roi d'Aksoum.